# Micrixalus
Micrixalus är ett släkte av groddjur som beskrevs av Boulenger 1888.
Tillhörande arter förekommer i Indien.
Micrixalus är enda släktet i familjen Micrixalidae.
Arter enligt Catalogue of Life:
- Micrixalus elegans
- Micrixalus fuscus
- Micrixalus gadgili
- Micrixalus kottigeharensis
- Micrixalus narainensis
- Micrixalus nudis
- Micrixalus phyllophilus
- Micrixalus saxicola
- Micrixalus silvaticus
- Micrixalus swamianus
- Micrixalus thampii